# Acrolyta buccata
Acrolyta buccata là một loài tò vò trong họ Ichneumonidae.